# Métallure arc-en-ciel
Chalcostigma herrani
Espèce
Répartition géographique
Statut de conservation UICN

 LC  : Préoccupation mineure
Statut CITES
La Métallure arc-en-ciel  (Chalcostigma herrani) est une espèce de colibris présents en Colombie, Équateur et Pérou.

## Habitat
Ses habitats sont les forêts tropicales et subtropicales humides d'altitude, les forêts de broussailles d'altitude, les plaines d'altitude et les aires rocheuses surpomblantes.

## Sous-espèces
D'après Alan P. Peterson, Deux sous-espèces ont été décrites :
- Chalcostigma herrani herrani  (Delattre & Bourcier, 1846)
- Chalcostigma herrani tolimae  0. Kleinschmidt, 1927

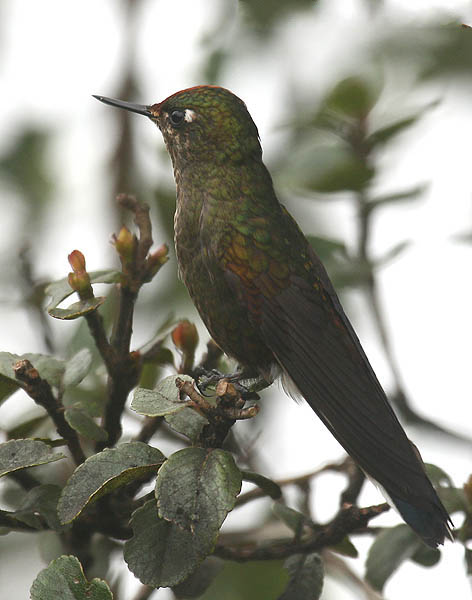
Une femelle